# جيل أندرسن
جيل أندرسن (بالنرويجية: Gil Andersen)‏ (و. 1879 – 1935 م) هو مهندس، وسائق سيارة سباق من النرويج، والولايات المتحدة، ولد في هورتن، توفي في لوغانسبورت، عن عمر يناهز 56 عاماً.

## معرض صور

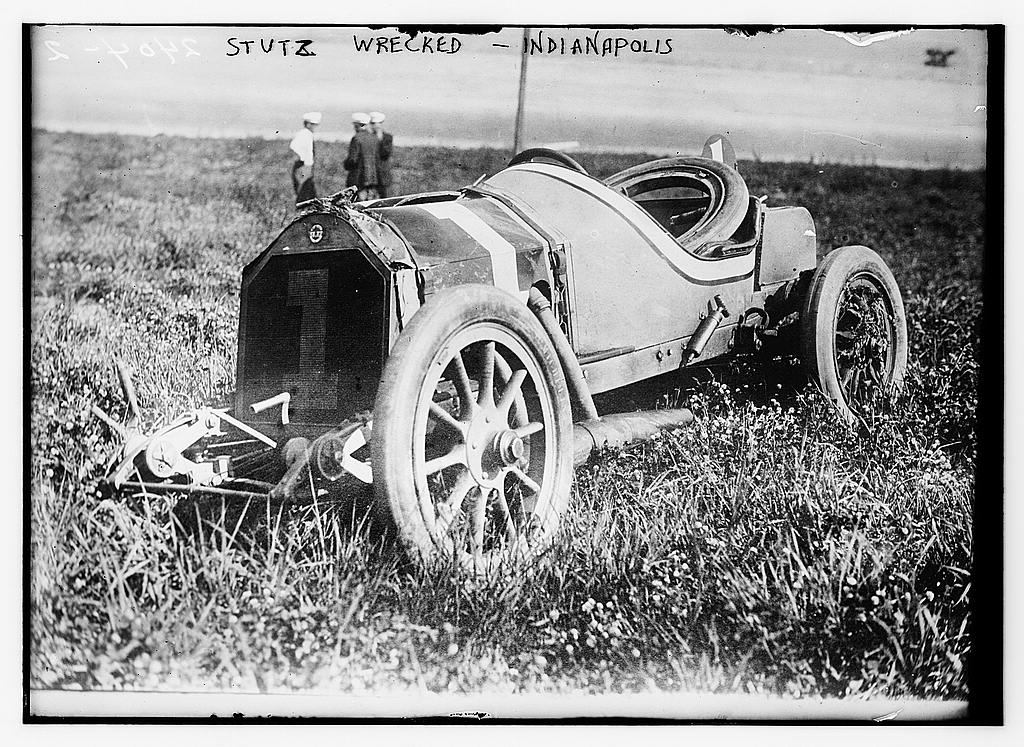
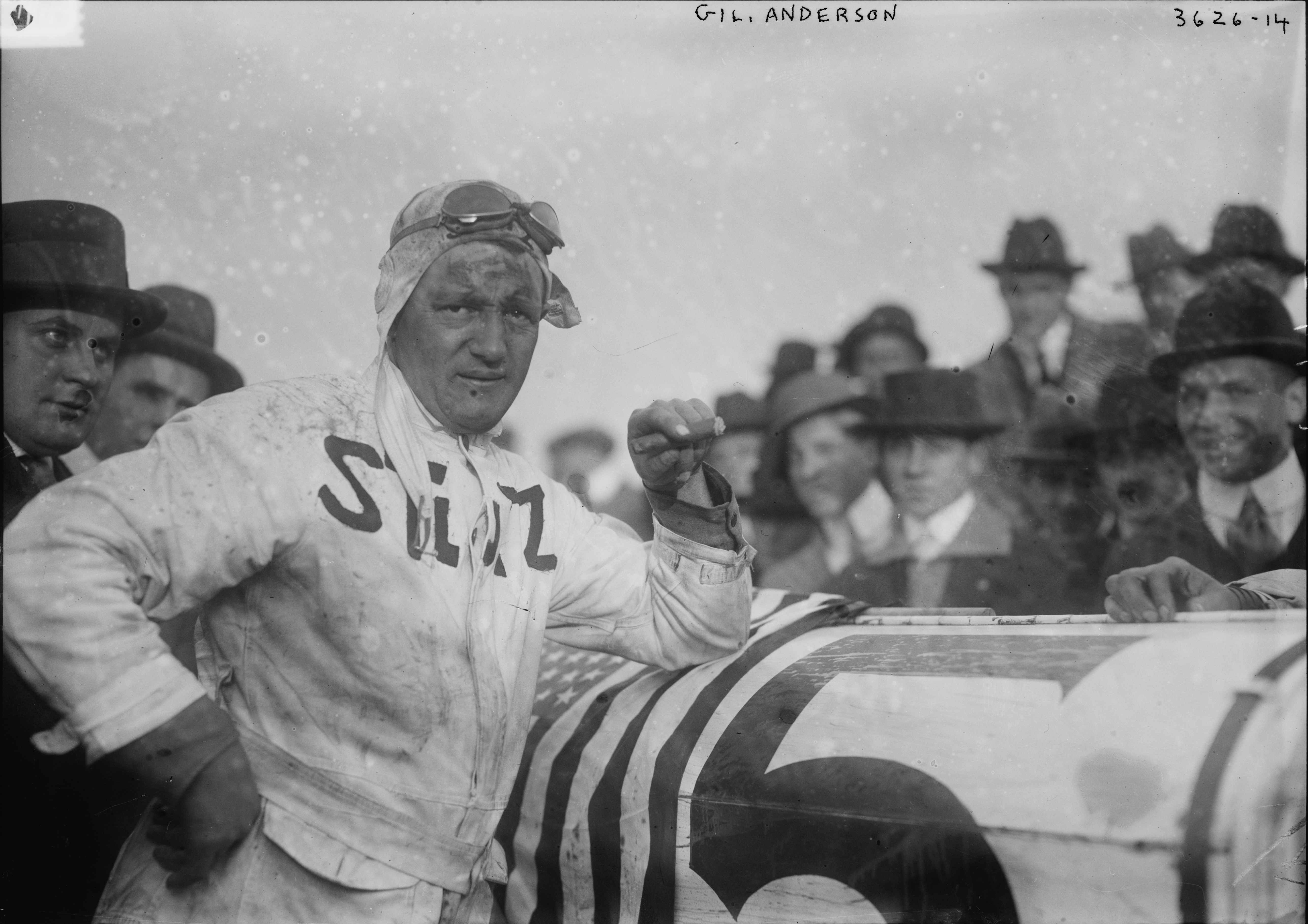
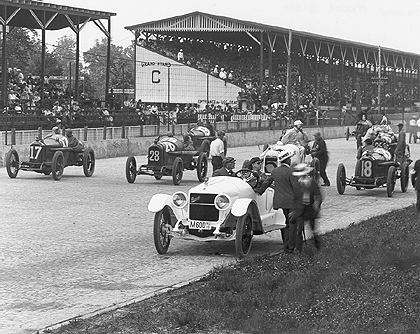

## روابط خارجية
- جيل أندرسن على موقع Racing-Reference.info (الإنجليزية)
- جيل أندرسن على موقع DriverDB.com (الإنجليزية)